# Антиген (диадох)
Антиге́н (др.-греч. Aντιγένης; казнён в 316 или 315 году до н. э.) — македонский военачальник, сатрап Сузианы.
Антиген участвовал в походах Александра Македонского, во время которых получил славу одного из самых храбрых воинов. После 326 года до н. э. он стал командиром элитного отряда аргираспидов, в чьи задачи входила также охрана царского шатра. После смерти Александра Антиген стал участником заговора против нового правителя Македонской империи Пердикки. Согласно античной традиции, Антиген первым нанёс удар кинжалом македонскому регенту. За своё участие в заговоре во время очередного раздела империи Антиген получил в управление сатрапию Сузиану.
Во время второй войны диадохов за передел власти в Македонской империи Антиген стал одним из наиболее влиятельных военачальников под верховным командованием Эвмена. После поражения Антиген попал в плен к Антигону и был казнён.

## Биография

### Происхождение. Ранние годы
Антиген родился в знатной македонской семье около 380 года до н. э. Такое предположение связано с тем, что в 324 году до н. э. он получил увольнение вместе с другими постаревшими во время походов ветеранами от Александра Македонского и был отправлен обратно домой в Македонию.
О ранних годах жизни Антигена практически ничего неизвестно. В историографии существует дискуссия относительно идентичности военачальника Александра и участника войн диадохов Антигена с Антигеном, которого в двух своих сочинениях упомянул Плутарх. В сочинении «Об удаче или доблести Александра Великого» Плутарх писал, что Антиген обманом втёрся в число больных и увечных солдат, которых следовало отправить домой в Македонию. Когда он был пойман, то объяснил свой поступок любовью к некой Телесиппе, которая собиралась уехать из лагеря. Александр не только простил Антигена, но и убедил Телесиппу остаться. Одновременно, среди Плутарх упоминает некоего Атаррия, который хотел обмануть царя и был прощён за былые заслуги, в том числе за полученное во время осады Перинфа ещё Филиппом II увечье. Согласно Плутарху, он был ранен стрелой в глаз и всё равно продолжал бой. В другом своём сочинении, «Жизнеописании Александра», Плутарх писал, что Антиген обманным путём получил от царя часть денег, которые тот выделил на покрытие долгов своих воинов. Когда обман был раскрыт, Александр не только простил своего военачальника за былую доблесть, но и подарил ему деньги. В этом произведении Плутарх утверждал, что ещё юношей Антиген потерял глаз во время осады Перинфа и продолжил сражаться до тех пор пока враг не был оттеснён. Р. Биллоуз считал, что в данном случае Плутарх мог перепутать Антигена с Антигоном Одноглазым. В то же время В. Хеккель подчёркивал, что Антигон не мог находиться ни в Сузах, ни в Описе, где происходили описываемые Плутархом события. Также В. Хеккель считает неправдоподобным, что такое явное увечье видного военачальника, как отсутствие глаза, не нашло отображения в античных источниках.

### При Александре Македонском
Впервые в античных источниках Антиген упомянут в связи с событиями 331 года до н. э. Александр в Ситтакене собрал войсковое собрание, на котором следовало оценить доблесть каждого из воинов. Девять человек, которых признали наиболее храбрыми и достойными, становились хилиархами, то есть командирами соединений в тысячу воинов. На этом собрании Антиген был признан вторым по храбрости македонским воином.
Антиген участвовал в битве на Гидаспе 326 года до н. э. Александр поручил ему, вместе с Селевком и Тавроном, руководить пехотой. Возможно, в управление Антигена перешёл таксис Кена, который умер незадолго до битвы при Гидаспе от болезни. По одной из версий, в Индии было создано подразделение аргираспидов — отряд гипаспистов с посеребрёными щитами. По другой версии, отряд аргираспидов был создан позднее, в 321 году до н. э. Как бы то ни было, их командиром стал Антиген. Аргираспиды представляли собой элитный пеший отряд, царскую агему, в задачу которых входила в частности охрана палатки царя. Из Индии Антиген со своим войском под верховным командованием Кратера прошёл через Дрангиану и Арахозию, а затем соединился с основной армией Александра в Кармании. В 324 году до н. э. Антиген вместе с другими знаковыми военачальниками и 10 тысячами ветеранов был отправлен обратно домой в Македонию. Войском ветеранов руководил Кратер, которого Александр назначил своим наместником в Македонии вместо Антипатра. Путешествие Кратера было крайне неторопливым. К моменту смерти Александра в июне 323 года до н. э., он находился в Киликии. Историки выделяют несколько возможных причин такого промедления Кратера — болезнь, необходимость подавлять восстания в различных областях, вербовку солдат в азиатских сатрапиях, а также ожидание, что Антипатр сам покинет Македонию.

### После смерти Александра Македонского
Скорее всего, Антиген так и не вернулся в Македонию, а остался в Киликии, где руководил аргираспидами в сатрапии Филоты. В 321 году до н. э. во время Первой войны диадохов его отряд присоединился к войску регента Македонской империи Пердикки. Новый руководитель государства был корыстным человеком, который не заботился о войске и своих подданных. Возможно, Антиген разочаровался в Пердикке и присоединился к заговорщикам, которые восстали против его правления. Антиген первым нанёс удар Пердикке, а остальные последовали за ним. За своё участие в заговоре во время следующего раздела империи в Трипарадисе Антиген получил в управление сатрапию Сузиану. Ещё по одной версии, новый регент Македонской империи Антипатр пытался нейтрализовать амбициозного и усиливающего своё влияние Антигона путём расстановки «нужных» сатрапов, среди которых был и Антиген. В то же время, Антипатр опасался Антигена с его отрядом аргираспидов, в связи с чем поручил ему отправиться в Сузы и перевезти оттуда царские сокровища в Киинду в Киликии.
Несмотря на свой статус, Антиген после назначения на должность сатрапа побывал в Сузиане всего два раза. Предположительно, в это время регионом управлял Ксенофил.
В 318 году до н. э. Антиген присоединился к в войне с сатрапом Мидии Пифоном. Пифон убил сатрапа Парфии Филиппа и поставил на его место своего брата Эвдама. Захват Парфии не привёл к ожидаемому усилению Пифона. Сатрапы соседних областей объединились и объявили ему войну. По всей видимости, они опасались, что захват Парфии является лишь первым шагом Пифона по захвату новых владений. Диодор поимённо перечисляет членов антипифоновской коалиции. В неё вошли сатрап Персиды Певкест, Кармании — Тлеполем, Арахосии — Сибиртий, Паропамисад — Оксиарт, долины Инда — Эвдам, Сузианы — Антиген. Быстрота, с которой они собрали армию, численность которой Диодор оценил в 22 тысячи пехоты, 4500 всадников, 12 тысяч лучников и 120 слонов, предполагает, что вышеуказанные сатрапы готовились к войне, возможно, не с Пифоном, а с кем-либо другим. Как бы то ни было, войско Пифона в Парфии потерпело поражение, а сам военачальник бежал в Вавилонию к Селевку. Степень участия Антигена и его отрядов в войне с Пифоном неизвестна. В это время он во главе аргираспидов находился в Киинде и охранял царские сокровища.
Ситуацией воспользовался военачальник Эвмен. Он предложил сатрапам восточных провинций союз. Диодор Сицилийский утверждал, что регент Македонской империи Полиперхон прислал командирам аргираспидов Антигену и Тевтаму письмо, в котором приказывал принести присягу Эвмену, который был назначен верховным стратегом всей Азии, а также выдать ему из царской казны 500 талантов. Плутарх также упоминает о письмах Полиперхона и царя Филиппа III Арридея к начальникам аргираспидов Антигену и Тевтаму. Согласно этому автору, военачальники посчитали унизительным для себя быть на вторых ролях. Эвмен смог достичь повиновения, использовав их корыстолюбие и суеверия. Он не взял денег, которые предоставил Полиперхон, а также заявил, что ему во сне явился сам Александр. Согласно античной традиции Эвмен убедил военачальников, что легендарный царь повелел поставить в шатре для совещаний трон и будет сам присутствовать при их встречах.
Птолемей и Антигон, которые во время Второй войны диадохов вели военные действия против Полиперхона и Эвмена, попытались подкупить Антигена с Тевтамом. Антигену была обещана бо́льшая сатрапия, чем Сузиана. По утверждению Диодора, Антиген, как человек «большой проницательности и верности», не только отверг предложение взятки, но и убедил Тевтама оставаться верным Эвмену. Он был уверен, что в случае победы Антигон устранит его тем или иным способом, в то время как Эвмен, как немакедонянин, ограничится своим статусом стратега. Согласно предположению Р. Биллоуза, Антиген мог не только предотвратить переход на сторону Антигона Тевтама с войском аргираспидов, но и убить посла Филоту. Также Антиген проявил свою лояльность к Эвмену, когда Певкест заявил свои притязания на верховное командование на основании того, что он привёл наибольшее количество воинов. Антиген выступил с речью о том, что это должно решаться на войсковых собраниях македонян, которые завоевали Азию при Александре. По мнению А. С. Шофмана, этот фрагмент свидетельствует, что Антиген и сам претендовал на верховное командование. Сам Эвмен, опасаясь раздоров в войске, предложил решать все вопросы на общих собраниях военачальников. Решения преподносились как воля обожествлённого Александра. Возможно, Антиген осуществлял совместное управление армией с Эвменом. Он даже руководил войском, когда Эвмен заболел.
Во время битвы при Паретакене 317 года до н. э. Антиген вместе с Тевтамом руководил аргираспидами (более 3 тысяч) и гипаспистами (более 3 тысяч), а также, вместе с Певкестом, агемой из 300 всадников. Результат сражения был неопределённым. Впоследствии отношения между Антигеном и Эвменом ухудшились. Антиген даже организовал заговор против стратега, согласно которому Эвмена следовало устранить после того как он выиграет сражение против Антигона. Однако их планы не были реализованы по причине проигрыша. По версии Плутарха, Эвмен узнал о заговоре. Его реакцией стало написание завещания. Во время сражения при Габиене в 316 или 315 году до н. э. в руки Антигона попал обоз аргираспидов вместе с их жёнами и детьми. Тогда аргираспиды перешли на сторону Антигона, передав ему своих военачальников, включая Эвмена и Антигена. Антигена бросили в яму и по приказу Антигона сожгли.
По утверждению И. Г. Дройзена, казнь Антигена стала частью расправы Антигона над доверенными людьми и военачальниками Александра Македонского. Таким образом Антигон реализовывал свою политику по уничтожению чем-либо выдающихся личностей предшествующей эпохи, для того чтобы заполнить освободившиеся посты своими людьми и стать безусловным лидером в Македонской империи. Р. Биллоуз предположил, что столь жестокий способ казни мог быть вызван местью Антигона за убийство Антигеном посла Филоты.
В. Хеккель видел в действиях Антигена проявление его мировоззрения убеждённого роялиста и македонянина, который отстаивает права царской династии против стремящихся разрушить государство военачальников.

### Исследования
- Дройзен И. Г. История эллинизма. — Ростов-на-Дону: Феникс, 1995. — Т. 2. — 544 с. — ISBN 5-85880-079-3.
- Клейменов А. А. Таксис Кена и его гиппархия: анализ одного парадокса кадровой политики Александра Македонского // Via in tempore. История. Политология. — Белгородский государственный национальный исследовательский университет, 2014. — Т. 30, вып. 179, № 8. — С. 17—24. — ISSN 2687-0967.
- Смирнов С. В. Пифон — наследник Александра в тени великих современников // Вестник древней истории. — М.: Наука, 2014. — Вып. 290, № 3. — С. 31—46.
- Смирнов С. В. От Вавилона до Трипарадиса: малые диадохи в контексте политической истории раннего эллинизма // Восток. Афро-азиатские общества: история и современность. — 2015. — № 5. — С. 73—79. — ISSN 2713-0401.
- Шофман А. С. Распад империи Александра Македонского / Печатается по постановлению редакционно-издательского совета Казанского университета. Отв. редактор В. Д. Жигунин. — Казань: Издательство Казанского университета, 1984.
- Billows R. Antigonos the One-eyed and the Creation of the Hellenistic State (англ.). — Berkeley; Los Angeles; London: University of California Press, 1997. — ISBN 0-520-06378-3.
- Heckel W. The career of Antigenes (англ.) // Symbolae Osloenses. Norwegian Journal of Greek and Latin Studies. — 1982. — Vol. 57, iss. 1. — P. 57—67. — doi:10.1080/00397678208590759.
- Heckel W. Who's Who in the Age of Alexander the Great: Prosopography of Alexander's Empire (англ.). — Malden; Oxford; Carlton: Blackwell Publishing, 2006. — XXIV, 389 p. — ISBN 1-4051-1210-7.
- Heckel W. Alexander’s Marshals. A study of the Makedonian aristocracy and the politics of military leadership (англ.). — 2nd. — London; New York: Routledge, 2016. — ISBN 978-1-138-93469-6.
- Pitt E. M., Richardson W. P. Hostile Inaction? Antipater, Craterus and the Macedonian Regency (англ.) // The Classical Quarterly. — Cambridge: Cambridge University Press, 2017. — Vol. 67, iss. 1. — P. 1—11. — ISSN 0009-8388. — doi:10.1017/S0009838817000301.